# 徐學詩 (隆慶進士)
徐學詩（1536年—？），字子言，留守中衛官籍，直隸鳳陽府宿州靈璧縣人，明朝政治人物。

## 生平
嘉靖四十三年（1564年）甲子科順天府鄉試第九十三名舉人。隆慶二年（1568年）中式戊辰科會試第二百九十九名，三甲第一百零一名進士。授大理寺评事，升右寺正，累官河南佥事，萬曆五年（1577年）八月升陕西右参议，七年八月调补山西左参议、分守河东道，移驻解州，兼理东西两池事务。九年九月调补陕西佥事，分巡陇右道，十年十二月以不谨闲住。

## 家族
曾祖徐瓚，指揮使；祖父徐行，指揮使；父徐繼勳，指揮同知。母袁氏（封淑人）。具庆下。弟徐學禮（贡士、進士）、徐學易。